# Valdemoro
Valdemoro è un comune spagnolo di 70 315 abitanti situato nella comunità autonoma di Madrid. È situato a ventisette chilometri dalla capitale, nella regione castigliana de la Sagra, anche se generalmente è inclusa nell'Area Metropolitana di Madrid.
Negli ultimi quindici anni ha conosciuto un forte aumento demografico, raggiungendo i 70 315 abitanti.

## Toponimo
L'etimologia popolare racconta la leggenda della resistenza che opposero gli antichi abitanti all'invasione musulmana diede origine al detto En balde, moro, te cansas (Invano, moro, ti stanchi), da cui verrebbe il nome della località. Se dobbiamo attenerci alla storia, dato il poco tempo che gli eserciti musulmani impiegarono per occupare tutta la penisola, è logico pensare che Valdemoro derivi da Val (valle) de Moro, nome che sarebbe stato dato dopo la conquista cristiana. Si è proposto anche un nome di origine araba, Wadi al-murr ("Fiume Amaro"), che dopo si confonderà, per omofonia, con val de moro.

## Storia

### Origini
I primi indizi di presenza umana a Valdemoro si rimandano all'Età del ferro. Dall'Età del bronzo abbondano le capanne e alcuni villaggi che evidenziano il carattere strategico della zona. Del periodo calcolitico si sono trovati numerosi elementi materiali: punte de freccia, coltelli, pietre tagliate e lamine in silice, quarzite e incluso fibrolite.

### Fondazione
Sono stati trovati nel sottosuolo resti di antichi metodi orientali per la fornitura di acqua, questo confermerebbe la probabile fondazione musulmana dell'attuale Valdemoro. Senza dubbio pare che all'arrivo dei musulmani la popolazione esisteva già e i suoi abitanti opposero una forte resistenza all'invasione. Dopo la Reconquista, le dispute tra i vescovi di Segovia e Palenzia danno come risultato l'annessione di Valdemoro al Consiglio segoviano nel 1190, mediante un privilegio del re Alfonso VIII e la mediazione del papa Clemente III.

### Età moderna
A metà del XIV secolo la popolazione passa a far parte dell'Adelantado Mayor di Castiglia, convertendosi a fine dello stesso secolo in un maniero ecclesiastico appartenente all'arcivescovado di Toledo. Per tanto il re Enrico III gli concede il titolo di Villa (villaggio), facilitando il suo sviluppo economico e sociale. Nel 1577, il re Filippo II s'impossessa dell'arcivescovado di Toledo, diventando parte del regno. Poco dopo passa a Melchor de Herrera, marchese di Auñón. Nel 1602 gli eredi vendono la villa del marchese a Francisco Gómez de Sandoval y Rojas, duca di Lerma e favorito di Filippo III, che guida lo sviluppo della popolazione, con mezzi come la fiera commerciale. Proprio per questa viene costruita nel 1605 la Fontana della Villa, uno dei monumenti più importanti della città, che funge da abbeveratoio per il bestiame dei commercianti.
Nel 1616 s'inaugura il Convento di Santa Clara appartenente alla regola di Santa Clara. Già nel XVIII secolo, grazie a José Aguado Correa, hidalgo di corte, nativo del paese, Valdemoro esce da alcuni anni di declino e penuria. L'arrivo dei Borboni e la loro aria di innovazione industriale, offre l'opportunità ad Aguado di portare nella sua città natale una fabbrica di panno fine per riattivare l'economia locale. Alla fine del secolo, un altro valdemoreño, Pedro Lopez de Lerena, Consigliere di Stato e Ministro delle Finanze alla corte di Carlo III e Carlo IV, cerca di ottenere tutti i tipi di favori per il suo popolo. Fonda la scuola pubblica nel 1792 e ristruttura la chiesa, danneggiata dopo il terremoto di Lisbona del 1755, influenzando l'arrivo di artisti notevoli, come Francisco Goya e fratelli Bayeu, Francisco e Ramón, a lavorare sulla pala d'altare.
Nel XIX secolo, insieme con un'economia in gran parte agricola, vi è una nascente industria mineraria di estrazione del gesso. In questa epoca i vini di Valdemoro raggiungono una certa popolarità nella regione. Sviluppo interrotto dalla Guerra d'Indipendenza. Il passaggio dell'esercito francese sul paese causa perdite umane e un deterioramento del patrimonio artistico e documentario.
Nel 1822, sotto il regno di Ferdinando VII, Valdemoro appartiene alla provincia di Madrid. L'anno 1851 porta un grande evento: l'inaugurazione della linea ferroviaria tra Madrid e Aranjuez con una sosta in città. Pochi anni dopo, nel 1855, un altro fatto di notevole cambiamento delle caratteristiche del comune è la costruzione della scuola delle Guardie Giovani Universitari "Duca di Ahumada", costruita sull'antica fabbrica, dove oggi si trova il parco Duca di Ahumada. Il Collegio è stato spostato ai margini del centro abitato nel 1972.

### XX secolo e oggi
Nel XX secolo per motivo della Guerra civile, Valdemoro perde vite umane e patrimonio storico artistico d'importanza. Fino agli anni cinquanta non recupera la sua stabilità economica. Il ritorno della democrazia nel 1975 presuppone l'inizio di una nuova era nella città con una gran crescita urbana e industriale. La creazione di nuove zone industriali e nuovi quartieri (El Restón, UDE Ovest-Nord, Le Comunità) dota Valdemoro di una nuova immagine, passando da città rurale a città dormitorio. Questa crescita continua nell'attualità.

## Politica
| Legislature | Nome                              |
| ----------- | --------------------------------- |
| 1979-1983   | Antonio Pariente Cuesta (UCD)     |
| 1983-1999   | José Huete López (PSOE)           |
| 1999-2003   | Francisco J. Granados Lerena (PP) |
| 2003-2011   | José Miguel Moreno Torres (PP)    |
| 2011-2015   | José Carlos Boza (PP)             |
| 2015-2017   | Guillermo Gross (Cs)              |
| 2017-       | Serafín Faraldos (PSOE)           |

Attualmente, il sindaco di Valdemoro è Serafín Faraldos, del (PSOE), che occupa la carica dal 2017. L'attuale governo del Comune di Valdemoro è formato dal sindaco, due vicesindaco e tredici consiglieri. I piani ordinari hanno carattere mensile ma accade che vi siano sessioni straordinarie per temi di interesse comune.

## Geografia fisica
Valdemoro si trova nel bacino o regione idrografica del Tago sul versante sud della cordigliera Carpetovetonica.

### Rilievi
Valdemoro è principalmente piana tranne che nella zona collinare di Espartinas a sud e a est di El Espartal. Il punto più alto è a 712 metri (Cerro de la Mira) e il più basso è di 543 metri (Ruscello de la Cañada).

### Idrografia
Qui nasce il ruscello ‘‘La Cañada’’, per la maggior parte dell'anno secco e sbocca nel fiume Jarama.

### Clima
Si può includere nella classe bioclimatica detta mesomediterranea caratterizzata da: temperature media durante l'anno tra i 17 °C e i 13 °C. I mesi più freddi sono novembre e aprile. L'estate è molto calda e secca con medie mensili di 26 °C in luglio. Secondo la classificazione di Köpper si tratta di un clima temperato mediterraneo con estati calde e inverni tiepidi.
Le precipitazioni dall'Atlantico sono attenuate dalla catena montuosa della meseta e dall'anticiclone delle Azzorre.

### Comuni limitrofi
| Nordovest: Pinto           | Nord: Pinto | Nordest: San Martín de la Vega |
| Ovest: Torrejón de Velasco |             | Est: Ciempozuelos              |
| Sudovest Esquivias         | Sud: Seseña | Sudest: Ciempozuelos           |

### Quartieri
| - Río Nilo - Brezo - Campo Olivar - El Caracol | - El Restón I - El Restón II - La Estación - La Villa | - Las Vírgenes - Viva Verde - Las Comunidades - UDE Nord-Ovest |

## Economia
Negli anni sessanta, Valdemoro continua a essere principalmente agricola. L'industria si limitava quasi esclusivamente alla cava di gesso che fu chiusa per mancanza di modernizzazione.
Negli anni ottanta cominciò un importante sviluppo industriale di infrastrutture che porta all'aumento della popolazione.
- Agricoltura: 0,16%
- Industria: 39,50%
- Terziario: 60,34%

### Agricoltura
In agricoltura abbiamo prevalentemente semenza (soprattutto cereali) e bestiame, anche il settore avicolo.

### Industria
Il settore industriale a Valdemoro assume grande importanza, soprattutto grazie alla sua posizione in uno degli assi radiali in entrata a Madrid. Grandi aziende nazionali e internazionali hanno la loro sede a Valdemoro tra cui il centro di distribuzione dei grandi magazzini El Corte Inglés, la ditta dei ricambi delle auto Lear, il produttore tedesco di serramenti Schuco, e petrolchimica Total SA.

### Terziario
Si tratta del settore più sviluppato, soprattutto quello commerciale che da molti posti di lavoro.

## Cultura e turismo
Il Centro Culturale Juan Prado è il principale nucleo culturale della città. Le sue strutture ospitano il Consiglio di Culture, Turismo e Patrimonio Storico, una sala di esposizione, una biblioteca e il ‘‘Teatro comunale Juan Prado’’. Nel Centro Ricreativo de ‘‘El Restón’’ si trova il Café-Teatro dove si offre un'offerta culturale alternativa.
Inoltre troviamo la biblioteca del Centro Culturale, le due biblioteche del quartiere de Viva Verde ed El Restón, si aggiunge dal 2007 la Biblioteca Comunale Ana María Matute, dedicata alla produzione romanziera spagnola.
La vicinanza di Valdemoro al Parco Tematico Warner e alla capitale è un fattore chiave nello sviluppo del settore alberghiero locale.

### Patrimonio storico

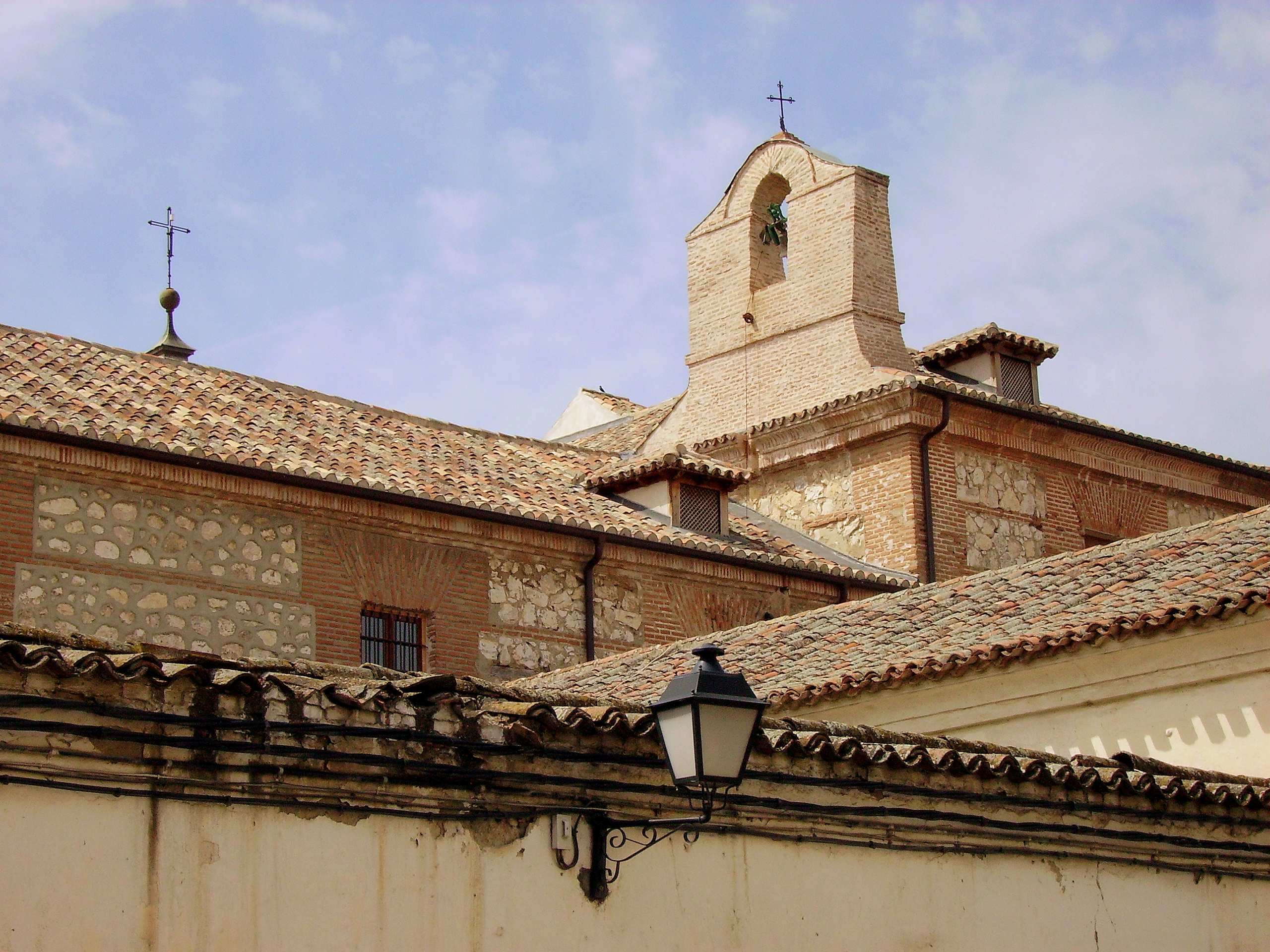
Campanile del convento di Santa Clara

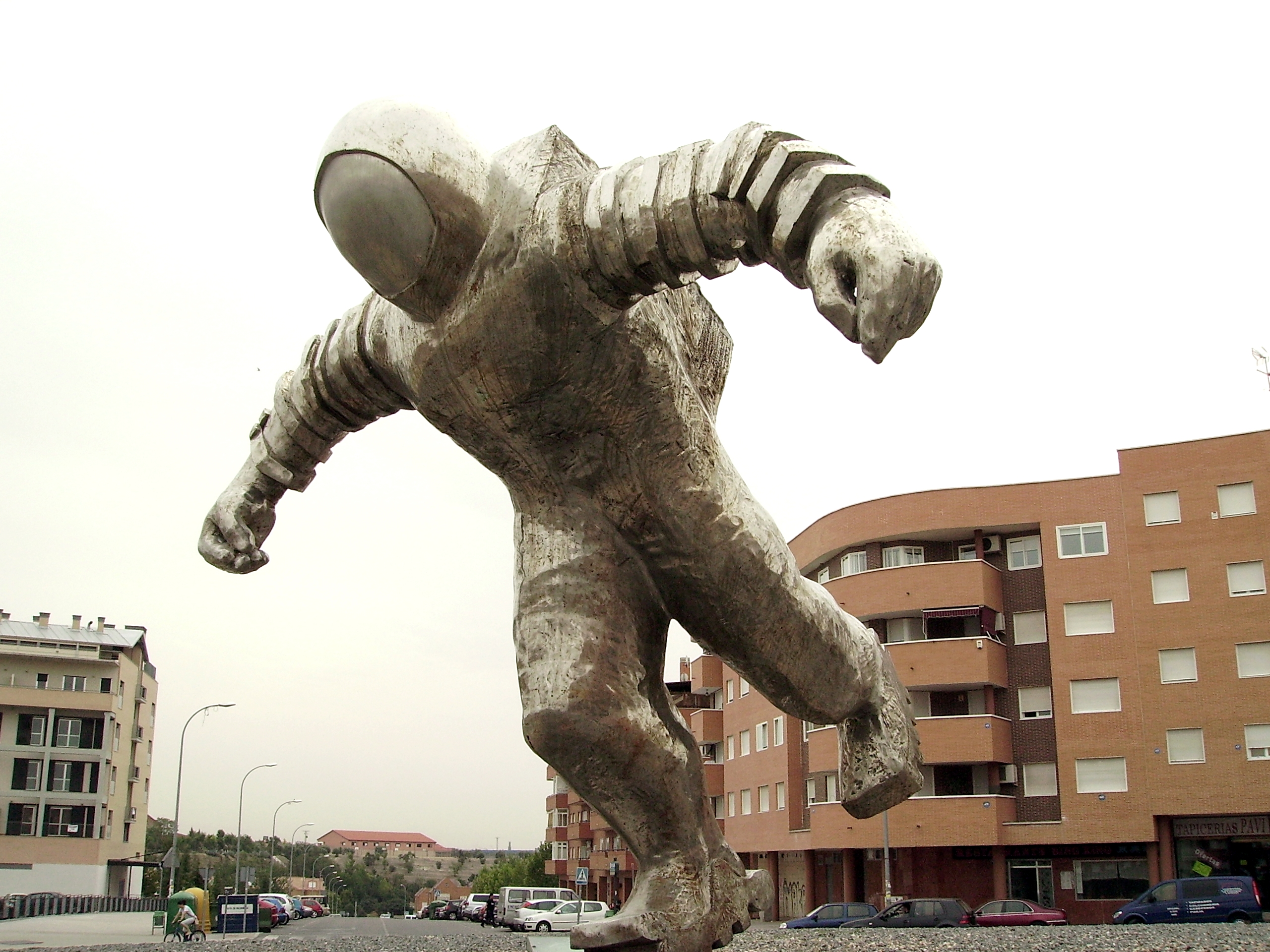
L'astronauta

Nonostante la località non sia molto conosciuta per il suo patrimonio storico e culturale, sono presenti numerosi edifici di interesse. In effetti, il centro storico appartiene Registro Generale dei ‘‘Beni di interesse culturale’’ del Ministero della Cultura. Dato che è uno dei diciassette paesi della Comunità di Madrid catalogato come "Insieme Storico Artistico". A questo registro appartengono la Chiesa parrocchiale e la Cappella del Cristo nella sezione “Monumenti Storici Artistici”. C'è anche la zona de “El Espartal” nella categoria di “Zona archeologica”.
Chiesa parrocchiale di Nostra Signora dell'AssunzioneDi stile barocco, è l'edificio più importante tra i monumenti della città. È formata da una nave centrale con quattro cappelle laterali, una per ogni lato. I materiali impiegati sono mattoni e muratura in pietra. Grazie a Don Pedro López de Lerena di Goya, Bayeu e Claudio Coello
Eremo del Santo Cristo della SaluteEremo di stile barocco che a causa delle multiple ricostruzioni combina una moltitudine di stili. È formato da una nave centrale coperta da volti a botte e ha sei cappelle laterali.
Convento di Santa ClaraIL Convento de Santa Clara fu costruito sotto il patrocinio del duca di Lerma a inizio del XVII secolo. Il convento si sviluppa attorno a un chiostro quadrato.
Fontana della VillaLa fontana fu costruita nel 1605 su concessione per la fiera da Filippo III. È realizzata in pietra, formata da tre tubi ed è ornata dal primo scudo conosciuto della città.
El JuncarejoCostruito da Bruno Fernández de los Ronderos nel 1885, ora vi si trova il Collegio Marqués de Vallejo, gli alunni sono principalmente bambini e bambine di famiglie legate alla Guardia Civile. L'edificio principale è di due piani.

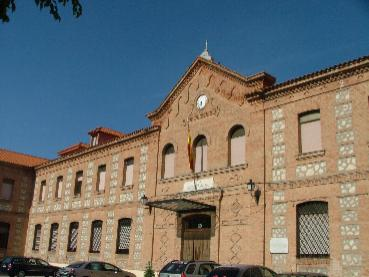
El Juncarejo

Piazza della CostituzionePiazza di forma rettangolare che segue la tradizione castigliana, con gallerie e balconi di due corpi. Troviamo anche la Torre dell'Orologio (del 1672 costruita dall'architetto Cristóbal Rodríguez de Jarama, la facciata fu rifatta nel 1609 da Francisco de Mora) costruita nella seconda metà del XVII secolo, il Municipio, edificio di Francisco de Mora del 1609 e ricostruito nel 1994 e il Nuovo Comune opera di Sánchez Hinojal, e inaugurato nel 1990.

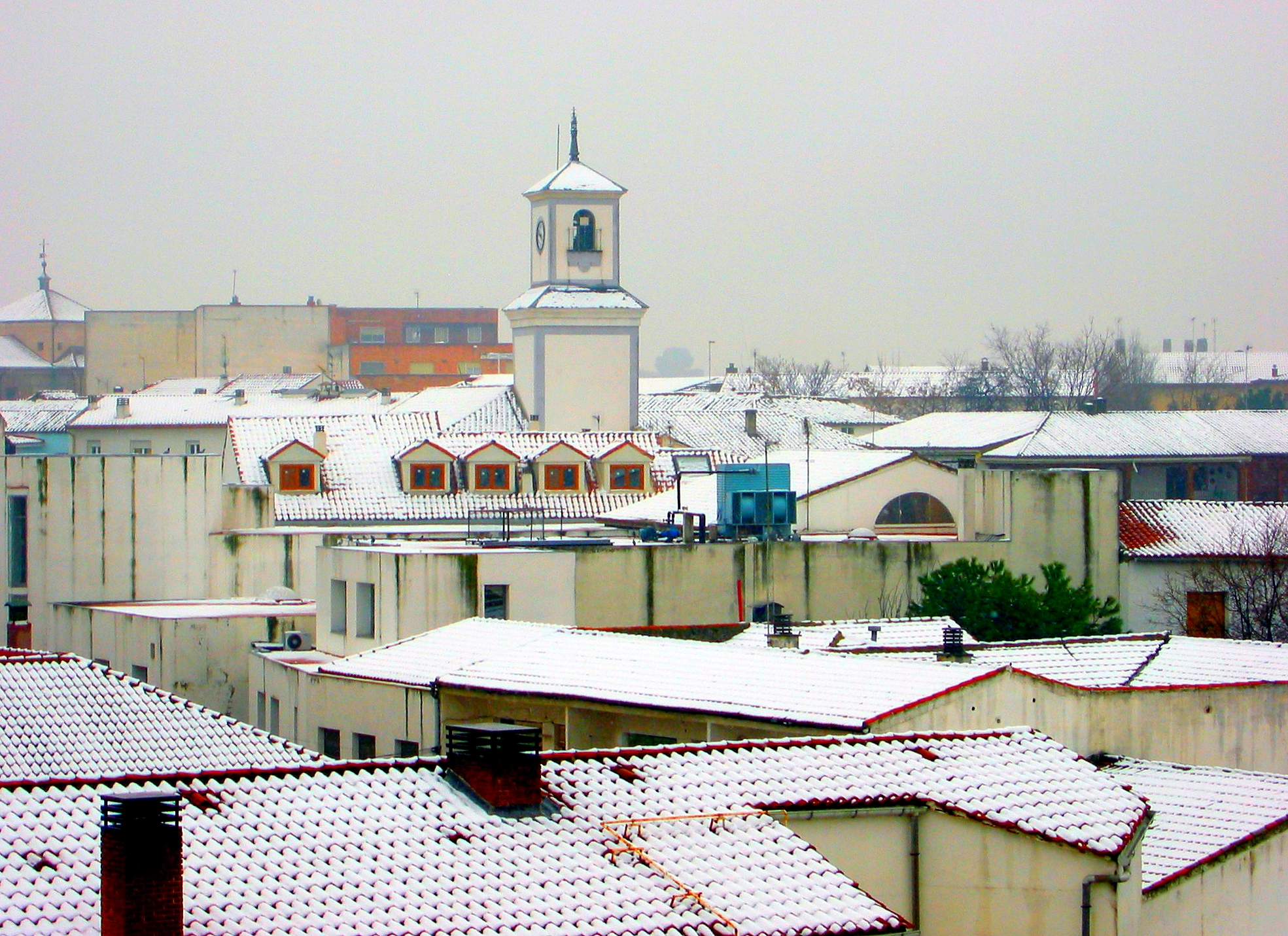
La torre dell'Orologio

Casa dell'InquisizioneDel XVII secolo si trova nella Piazza delle Auto. Nome non dovuto all'Inquisizione spagnola poiché qui non erano presenti questi tribunali.
L'AstronautaScultura creata dallo scultore gallego Francisco Leiro Lois nel 2001. Misura 4 metri in altezza ed è situata nel quartiere de El Restón.

### Feste
- San Marco (25 aprile): Festa popolare che si celebra annualmente nel parco Bolitas del Airón. La sua origine viene dalla celebrazione agricola in cui offrivano preghiere per garantire la prosperità dei campi. Oggi si festeggia con attività sportive, culturali e di svago.
- Santissimo Cristo della Salute (A inizio maggio): Nasce intorno all'anno 1650, quando i valdemoreñi chiesero permesso per celebrare una festa annuale in onore del patrono. Ci sono opere musicali, eventi culturali e spettacoli di tori.
- Nostra Signora del Rosario (8 settembre): La seconda festa patronale, la sua origine risale a cinque secoli fa. Si hanno le stesse attività della festa del Santissimo Cristo della Salute.
- Vergine del Pilar (12 ottobre): Di recente creazione, e in onore alla Vergine del Pilar, patrona della Guardia Civile, la cui parrocchia si trova nel quartiere de El Restón, si realizzano attività durante tutta la giornata.
- Fiera Barocca (A inizio ottobre): Recuperata nel 2004, la Fiera Barocca è un mercato artigiano ambientato nel XVII secolo uno dei periodi di massimo splendore della città.

### Parchi e giardini
- Parco Bolitas del Airón: con 440000 m² di estensione, è il polmone verde della città e il suo parco più emblematico. Ospita la maggior concentrazione di alberi del paradiso (Elaeagnus angustifolia) della Comunità di Madrid ed è attraversata da due fiumi: Ermita de Santiago e Cañada.
- Parco Tierno Galván: dedicato al (Enrique Tierno Galván) sindaco di Madrid tre il 1979 e il 1986, è il secondo parco per estensione di Valdemoro, per 120000 m². Ha un laghetto e vari reti idriche, inoltre ha un parco giochi e un percorso della salute.
- Parco Adolfo Suarez: il parco più recente della città, si estende per 50000 m² e percorre longitudinalmente il quartiere della UDE Ovest-Nord.
- Parco di Spagna: situato nel quartiere de El Restón, esteso per 45000 m² di superficie, due laghi, parco giochi e una pista ciclabile per tutto il suo perimetro.
- Parco de la Alberiza: costruito su due livelli su una piccola collina, ha una superficie di 11000 m², i suoi elementi più importanti sono la fontana centrale e il pergolato di rose che lo attornia.
- Parqco del Duca de Ahumada: ubicato in pieno centro storico, sui terreni dell'antico Collegio de Guardias Jóvenes, dispone di un prato con rose e fiori con due fontane, inoltre ha un pergolato di glicini.
- Giardino del Duca: situado junto al Parque del Duque de Ahumada, cuenta con una fuente ornamental y una escultura que representa a un Guardia Civil en un recinto cerrado.
- Parco Andalusia: si estende per 6709 m², si trova vicino all'entrata nord della città. Troviamo due parchi giochi e una fontana ornamentale di grande dimensione che permette al vicinato di rinfrescarsi nei mesi più caldi.

## Amministrazione

### Gemellaggi
- Gödöllő